# Aenictomyia chapmani
Aenictomyia chapmani är en tvåvingeart som beskrevs av Charles Thomas Brues 1930. Aenictomyia chapmani ingår i släktet Aenictomyia och familjen puckelflugor. Inga underarter finns listade i Catalogue of Life.